# Апоел (Петах Тиква)
Апоел Петах Тиква (на иврит: הפועל פתח תקווה) е израелски футболен клуб от град Петах Тиква. Клубът понастоящем се състезава в израелската висша лига и играе своите мачове на стадион „ХаМошава“ в едноименния град, с капацитет 11 500 зрители. Основан е през 1934 година.
Шесткратен шампион на Израел и двукратен носител на купата на страната.
През 2022 година спонсор на отбора става израелския милиардер Адам Нейман. 

## Успехи
- Висша лига на Израел
  -  Шампион (6): 1954/55, 1958/59, 1959/60, 1960/61, 1961/62, 1962/63
  -  Сребърен медалист (10): 1953/54, 1955/56, 1956/57, 1957/58, 1964/65, 1966/68, 1988/89, 1989/90, 1990/91, 1996/97
  -  Бронзов медалист (2): 1963/64, 1999/2000

- Купа на Израел
  -  Носител (2): 1957, 1992

- Лига Леумит (Втора лига)
  -  Второ място (2): 2007/08, 2013/14

- Суперкупа на Израел
  -  Носител (1): 1962
  -  Финалист (1): 1957

- Купа на лигата на Израел
  - 1/2 финалист (1): 1991/92

- Купа Тото (висша дивизия)
  -  Носител (4): 1985/86, 1989/90, 1990/91, 2004/05

- Купа Тото (втора дивизия)
  -  Носител (1): 2007/08

- Щатска купа
  -  Носител (2): 1956/57, 1991/92

- Купа Лилиан
  -  Носител (1): 1989

- Купа 20 годишнина
  -  Носител (1): 1969

## Известни треньори
- Авраам Грант